# Catedral de Chillán
La catedral de Chillán es un templo de la Iglesia católica, sede de la Diócesis de Chillán ubicada en el centro de la ciudad de Chillán frente a la Plaza de armas de Chillán, en la esquina de calles Arauco y Libertad. Es también símbolo e icono de la localidad, esto a raíz del progreso que ha tenido la urbe, tras el terremoto de Chillán de 1939. Fue declarada Monumento Nacional, por decreto N.º 145, de 29 de abril de 2015, del Ministerio de Educación.

## Historia

### Antecedentes

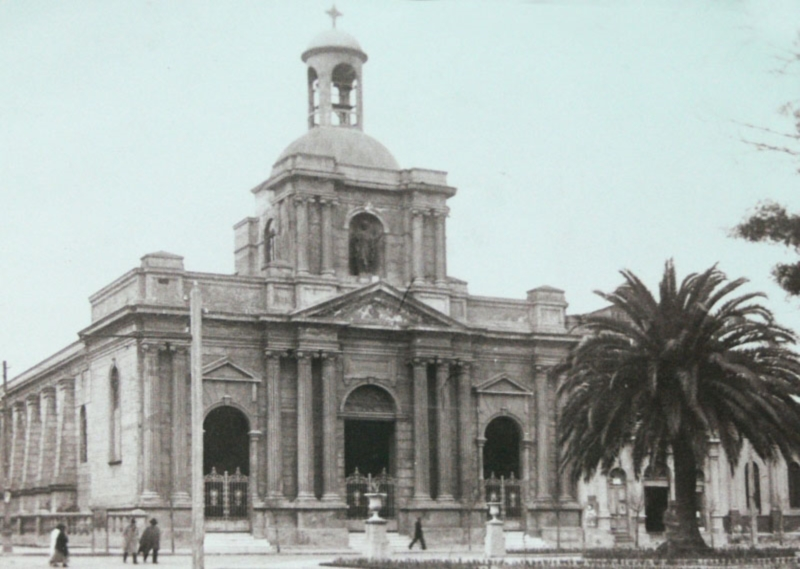
Aspecto de la Iglesia de la Matriz de Chillán entre 1835 y 1939

La primera iglesia católica de Chillán se estableció en lo que hoy es conocido como Chillán Viejo, bajo jurisdicción de la Diócesis de la Santísima Concepción. Dicha diócesis tuvo su primera sede en la ciudad de La Imperial hasta 1600, cuando esta localidad fue destruida como resultado de la gran Rebelión mapuche de 1598, y su sede se trasladó a la ciudad de Concepción. Su primer párroco fue el mercedario Francisco Ruiz.
En 1835 ocurrió el terremoto de Concepción, que tuvo graves consecuencias para la ciudad provocando el traslado de la sede, a su actual emplazamiento en la ciudad de Chillán
La Iglesia Matriz de Chillán fue construida en la esquina de calle Arauco con calle Libertad, con una estructura de cal y ladrillo, tomando por base las ideas del escritor Luis Felipe Contardo, quien colaboró con la arquitectura del recinto.
En 1925 se creó la Diócesis de Chillán, elevando la categoría de la Iglesia a Catedral. En 1928, a causa de un terremoto con epicentro en Talca, la torre de la Catedral resultó destruida, siendo reemplazada por una de hormigón; sin embargo, este cambio no evitó que producto del terremoto de Chillán de 1939, la Catedral fuera completamente destruida.

### Construcción
Posterior al terremoto el Obispo de Chillán Jorge Larraín Cotapos, asumió la misión de erguir una nueva Catedral dedicada a San Bartolomé, el patrono de la ciudad, en la ubicación en donde se encontraba la antigua Catedral destruida. El Obispo Larraín le encargó a su sobrino Hernán Larraín Errázuriz, el diseño de una propuesta para la Catedral, quién la elaboró en el marco de su proyecto de titulación como arquitecto de la Pontificia Universidad Católica de Chile.
La reconstrucción, iniciada en 1941 y finalizada en 1960, fue encabezada por el arquitecto Hernán Larraín Errázuriz . El proyecto y la maqueta fueron exhibidos en la antigua Compañía de Teléfonos de Chillán, y parte de la sociedad de la época criticó severamente el modelo arquitectónico, pues su estilo moderno difería totalmente con el usado hasta entonces. En su defensa salió el artista Gumercindo Oyarzo, quien a través del diario La Discusión manifestó su opinión favorable al proyecto. El mismo arquitecto tuvo que viajar a la Ciudad del Vaticano para explicar el proyecto, el cual finalmente fue aprobado. Tras la muerte de Jorge Larraín, fue sucedido por el obispo Eladio Vicuña Aránguiz quien no sólo se encargó de custodiar la finalización de la obra, si no además, crear tres construcciones adyacentes: La Capilla del Santísimo Sacramento, la Sacristía y el Mausoleo de los Obispos, en este último descansan los restos de Martín Rucker Sotomayor y Jorge Larraín Cotapos.

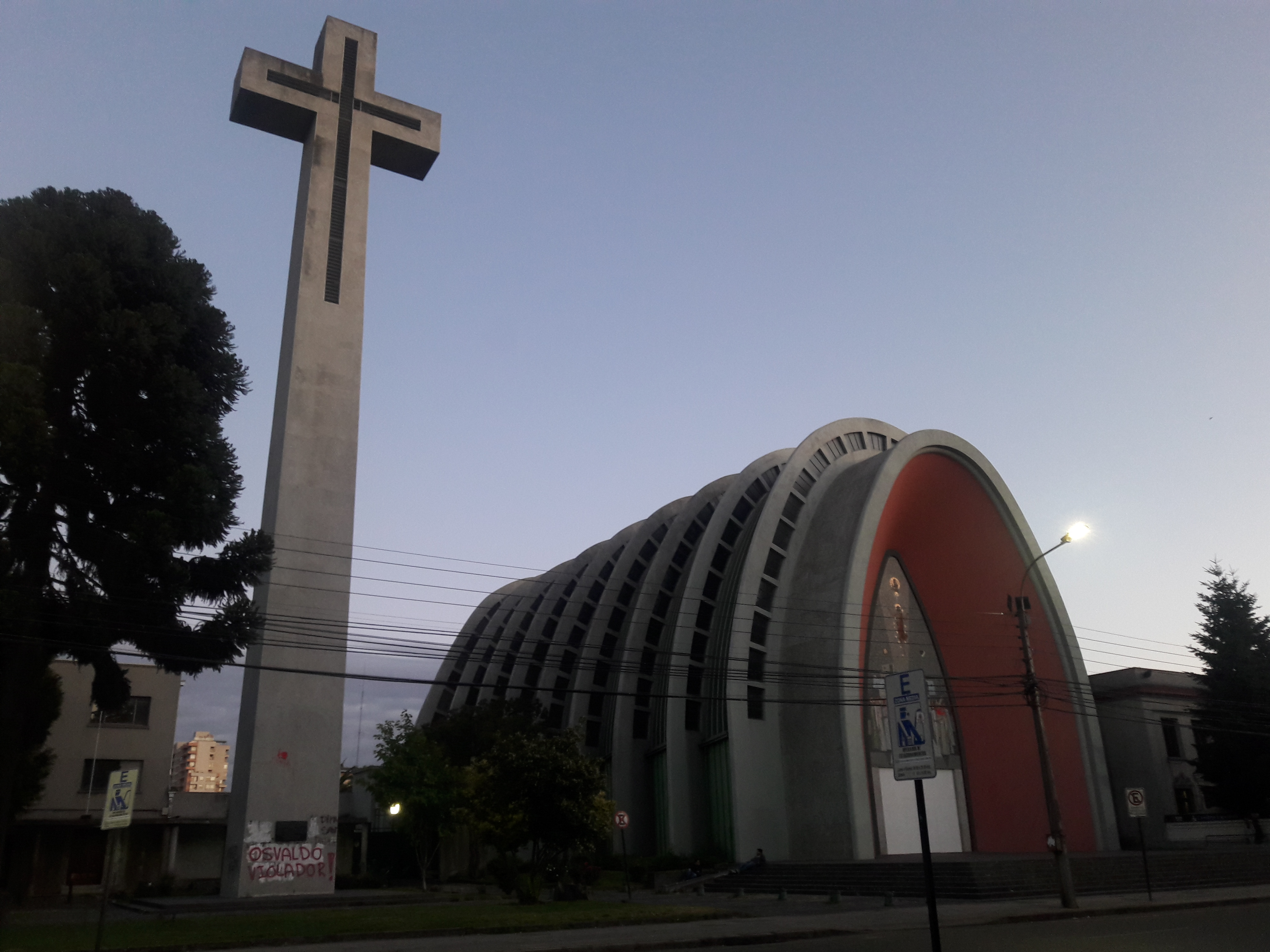
Aspecto de la catedral a causa del Estallido social

El Terremoto de Chile de 2010 afectó sólo de manera superficial a la catedral,  dañando el arco que cubre el presbiterio, sus ventanas, mármol y cruz monumental. Las obras de reparación se mantuvieron hasta el aniversario cincuenta de la primera inauguración de la catedral, y estuvieron a cargo del Obispado de Chillán, con recursos del Consejo Nacional de la Cultura y las Artes. En 2014, la iglesia fue declarada Monumento nacional de Chile. Tres años más tarde, es concretada la solicitud ciudadana de retirar una antena telefónica ubicada tras el edificio, que databa de 1989 y era de la empresa Compañía de Teléfonos de Chile, y que fue reemplazada por otra ubicada en el Hotel Isabel Riquelme.
Durante la Pandemia de COVID-19 en Chile, la Iglesia católica suspendió el culto público, lo que implicó el cierre de la catedral. En abril de 2021, el aforo permitido fue de cinco personas, luego en mayo, se permitieron diez.

## Descripción

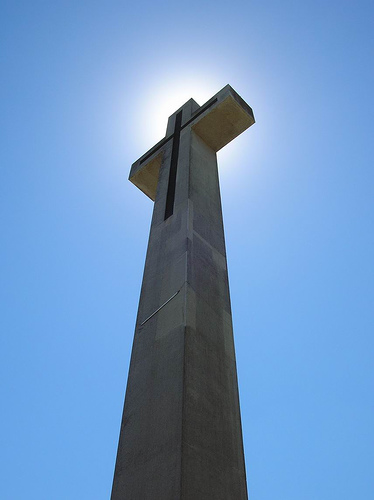
Cruz monumental de Catedral de Chillán

La catedral tiene una arquitectura moderna, basado en los hangares para dirigibles del Aeropuerto de Orly, la intención del arquitecto era asemejar la unión de dos manos cuando están en oración. Está conformada por una bóveda de veinte metros de ancho, cincuenta y dos metros de largo, veinte metros de alto y once arcos parabólicos separados por cinco metros cada uno, permitiendo la iluminación al interior del recinto. Inicialmente estaba proyectado que los arcos fueran cubiertos de una capa de cobre, sin embargo ninguna empresa cuprífera aportó voluntariamente, por ello se optó por fierro galvanizado pintado de verde.
El acceso a la catedral, es a través de unas escalinatas que llevan al frontis con forma de nártex, cual en su parte superior, es adornada por un mosaico de dieciséis metros ubicado en el acceso principal, cual es obra del artista local Alejandro Rubio Dalmati. Al interior, se conservan esculturas hechas por Peter Horn Werner y Ferdinand Stufleser en Italia.
La Cruz Monumental está separada de la catedral, fue erguida en memoria de las víctimas del Terremoto de 1939 y funciona como campanario del templo. Se encuentra separado de la iglesia y tiene la forma de una cruz, cual en su parte superior es atravesada en el lado frontal y posterior, por una celosía que forma una cruz de menor tamaño, adosada en la primera, cual permite alumbrar en el interior de la cruz.

## Galería

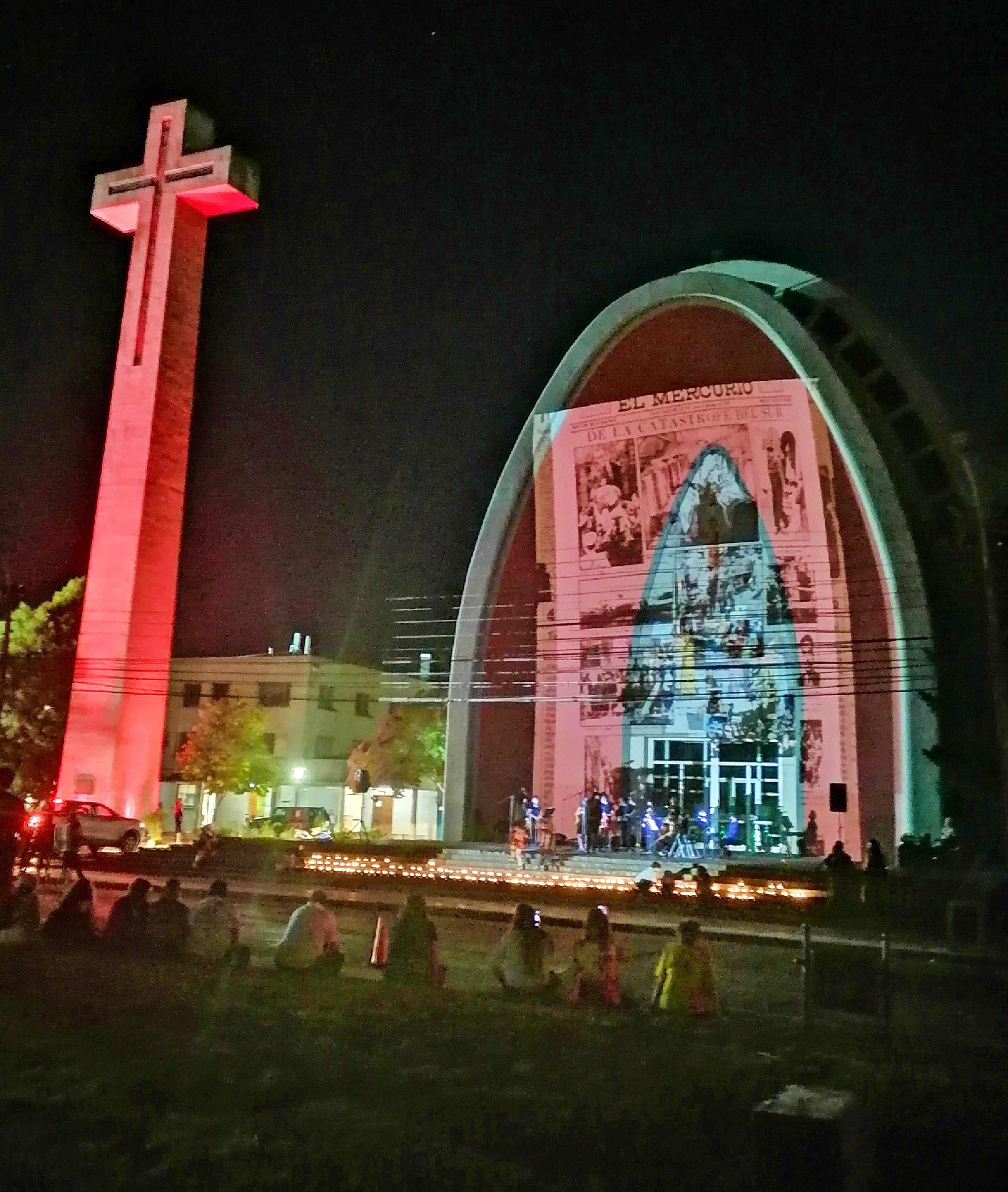
Ceremonia de aniversario del terremoto de 1939
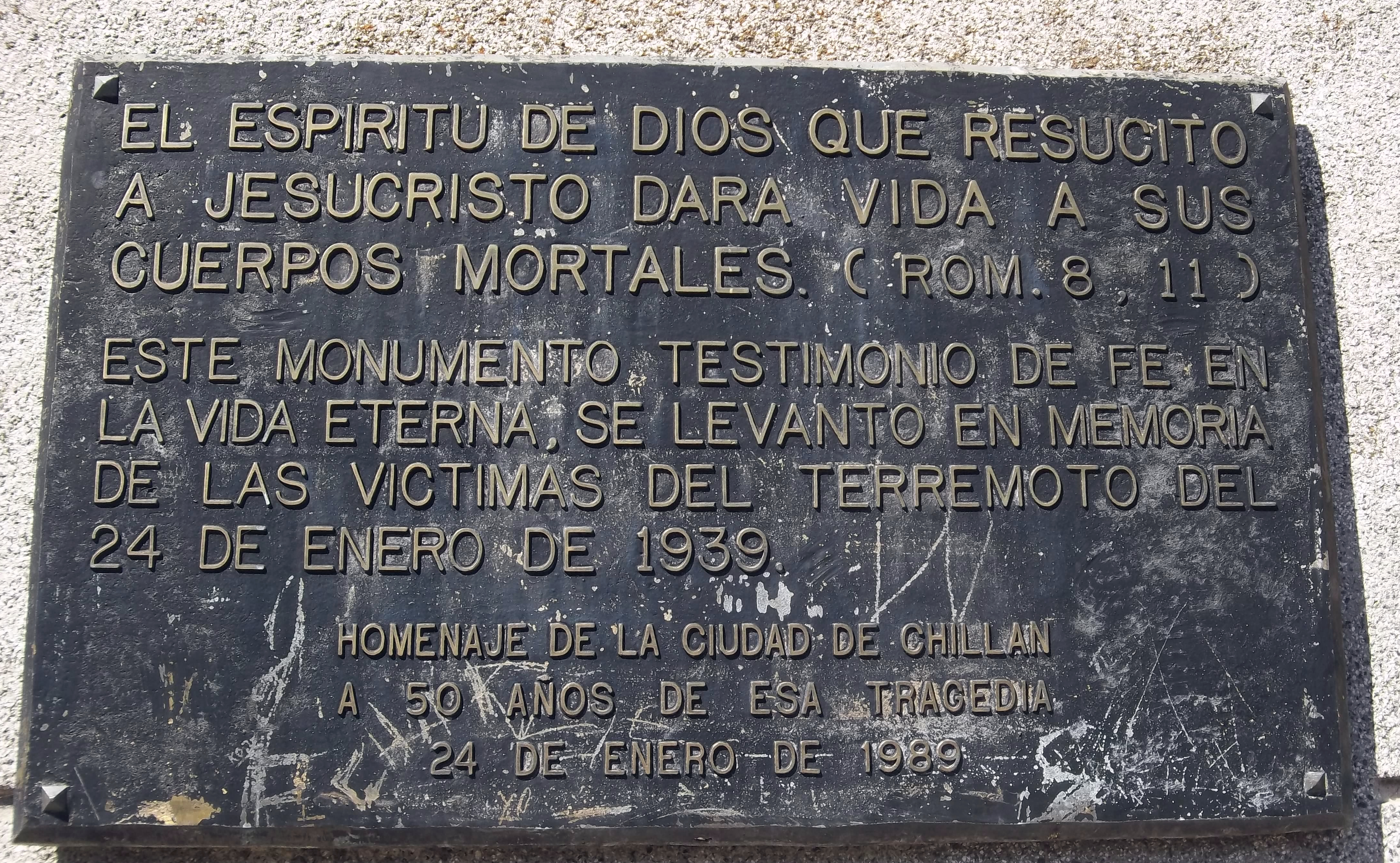
Placa de conmemoración dedicado a las víctimas de 1939
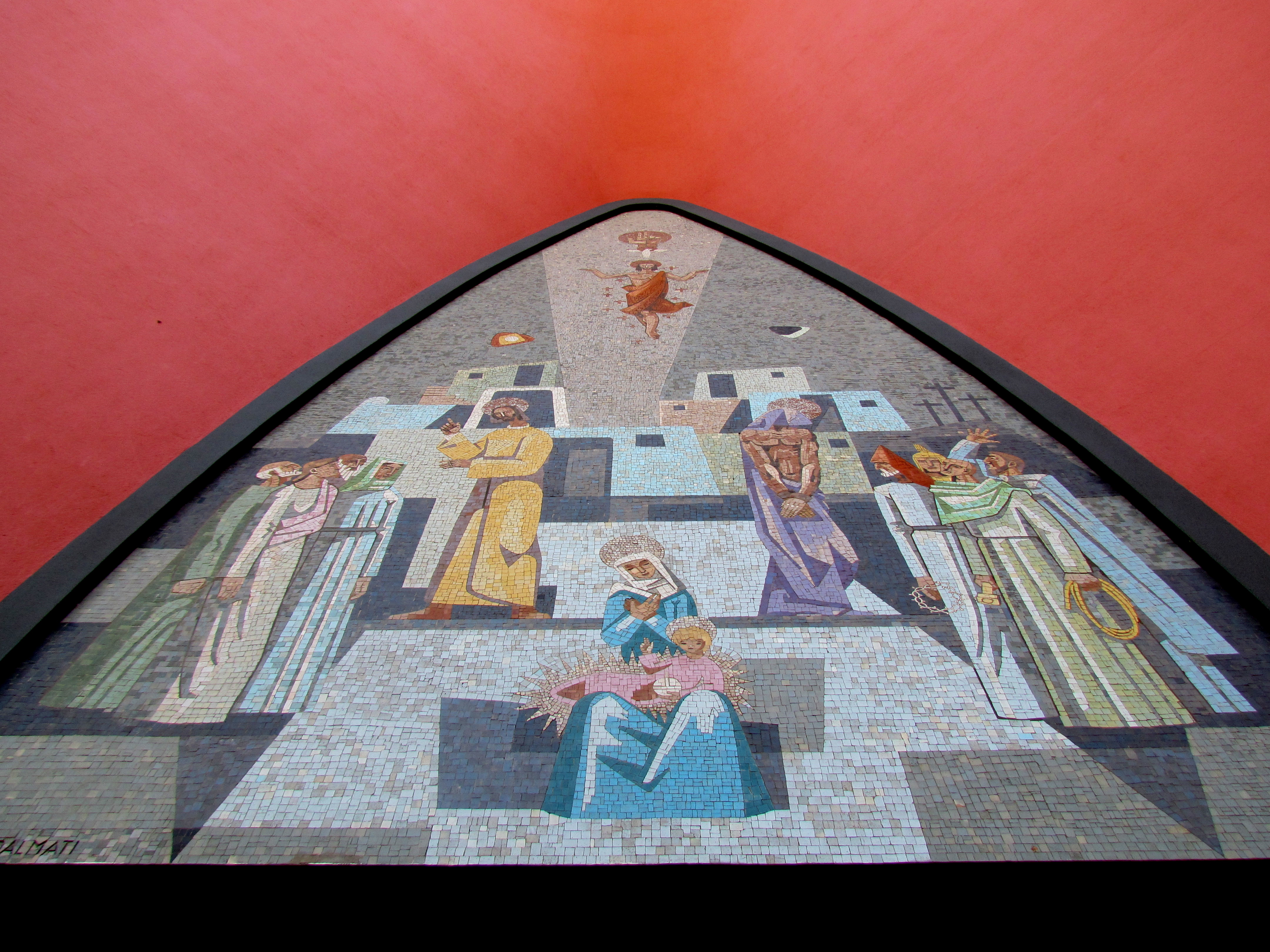
Mosaico creado por el escultor local Alejandro Rubio Dalmati
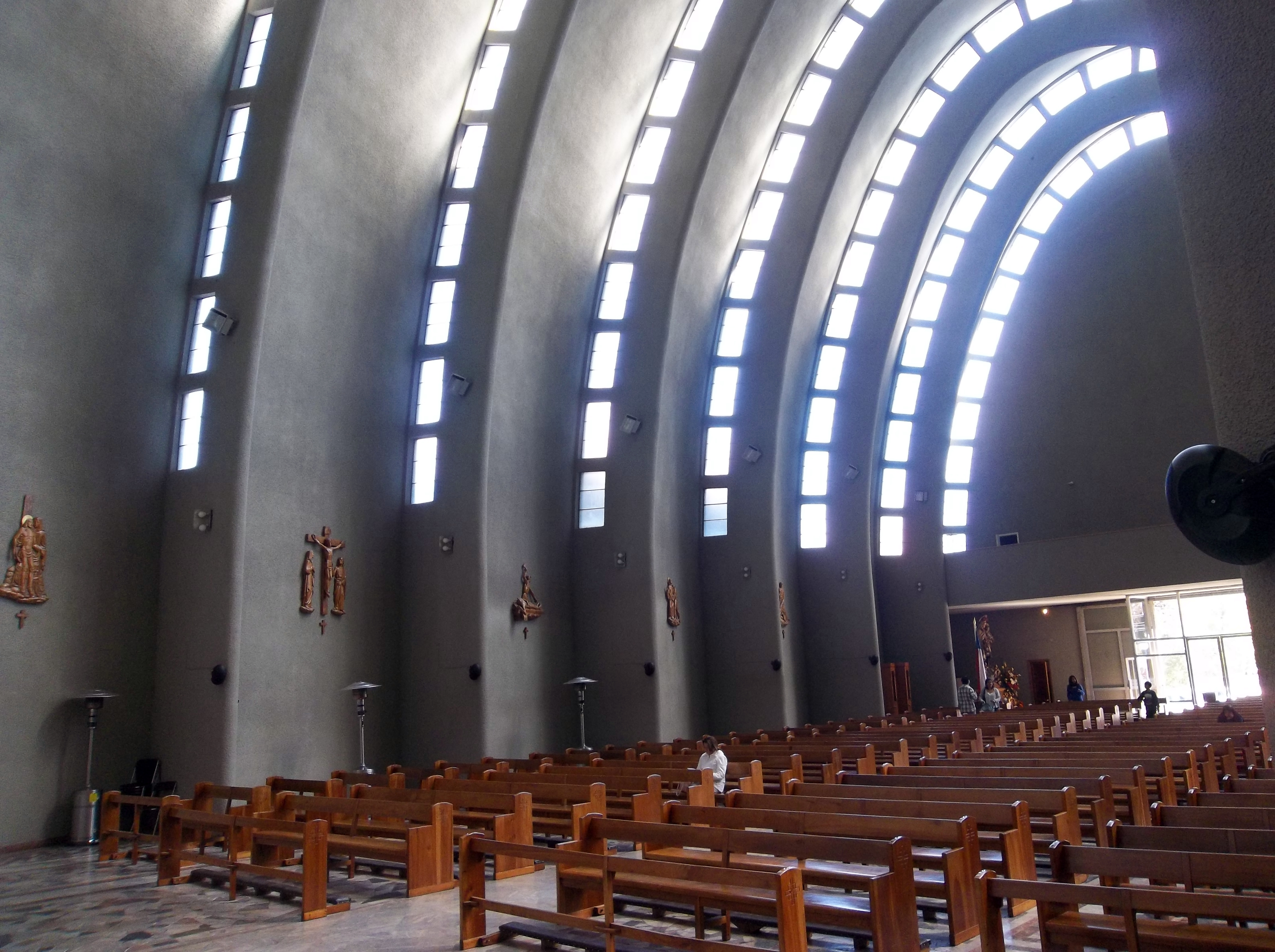
Vista desde el interior de la catedral a la puerta de acceso
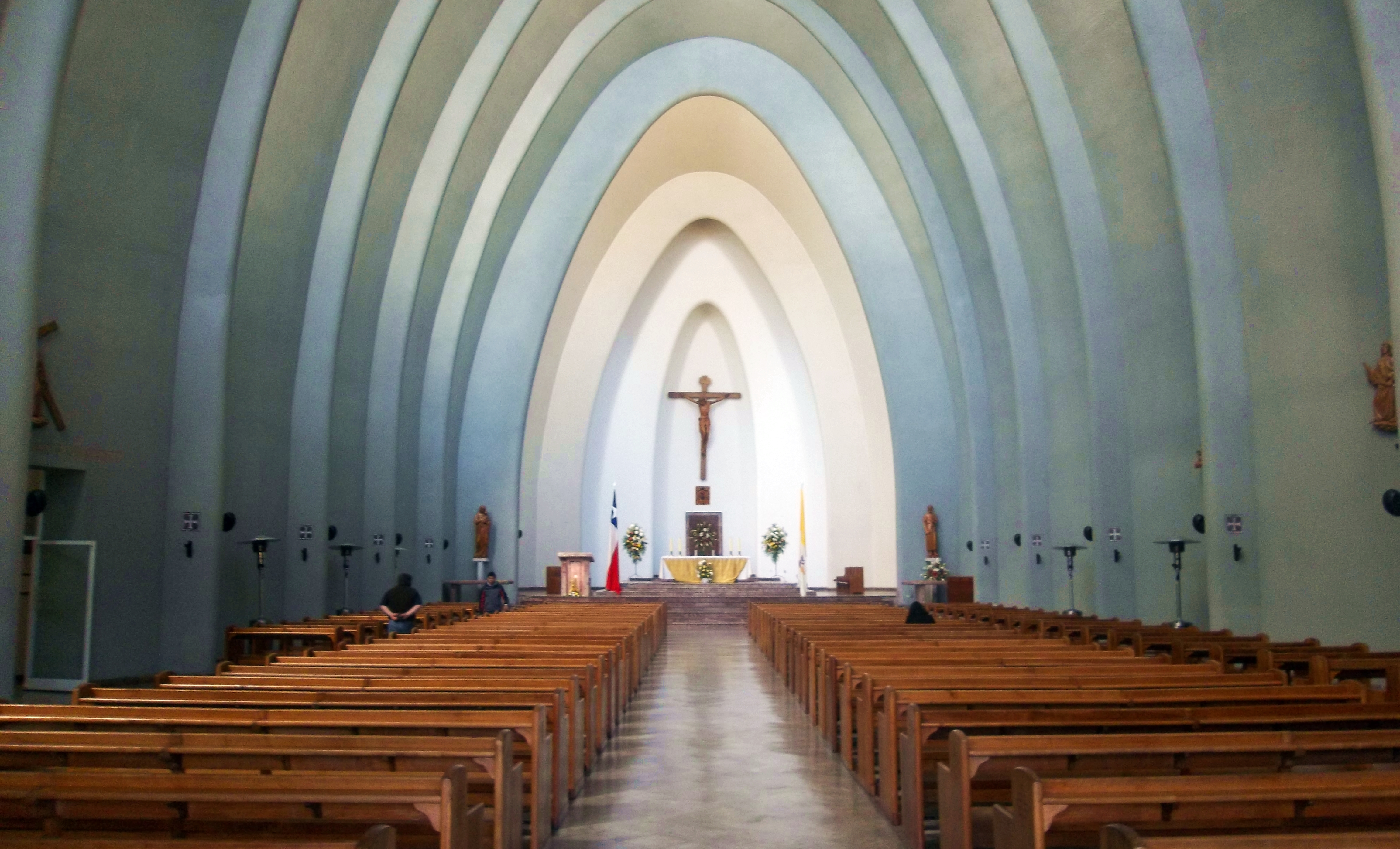
Interior de la catedral
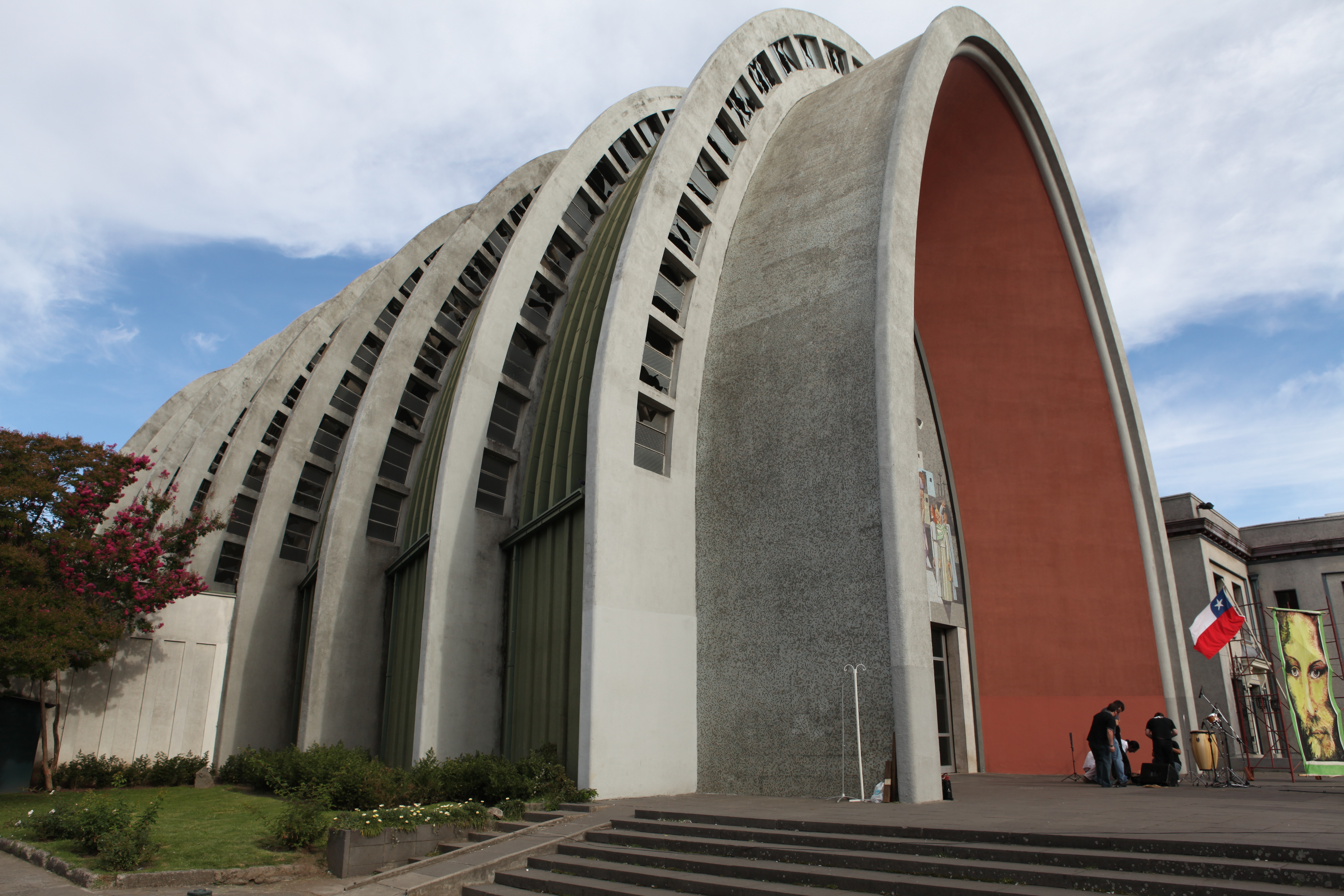
Exterior del templo de la catedral, posterior al Terremoto de 2010
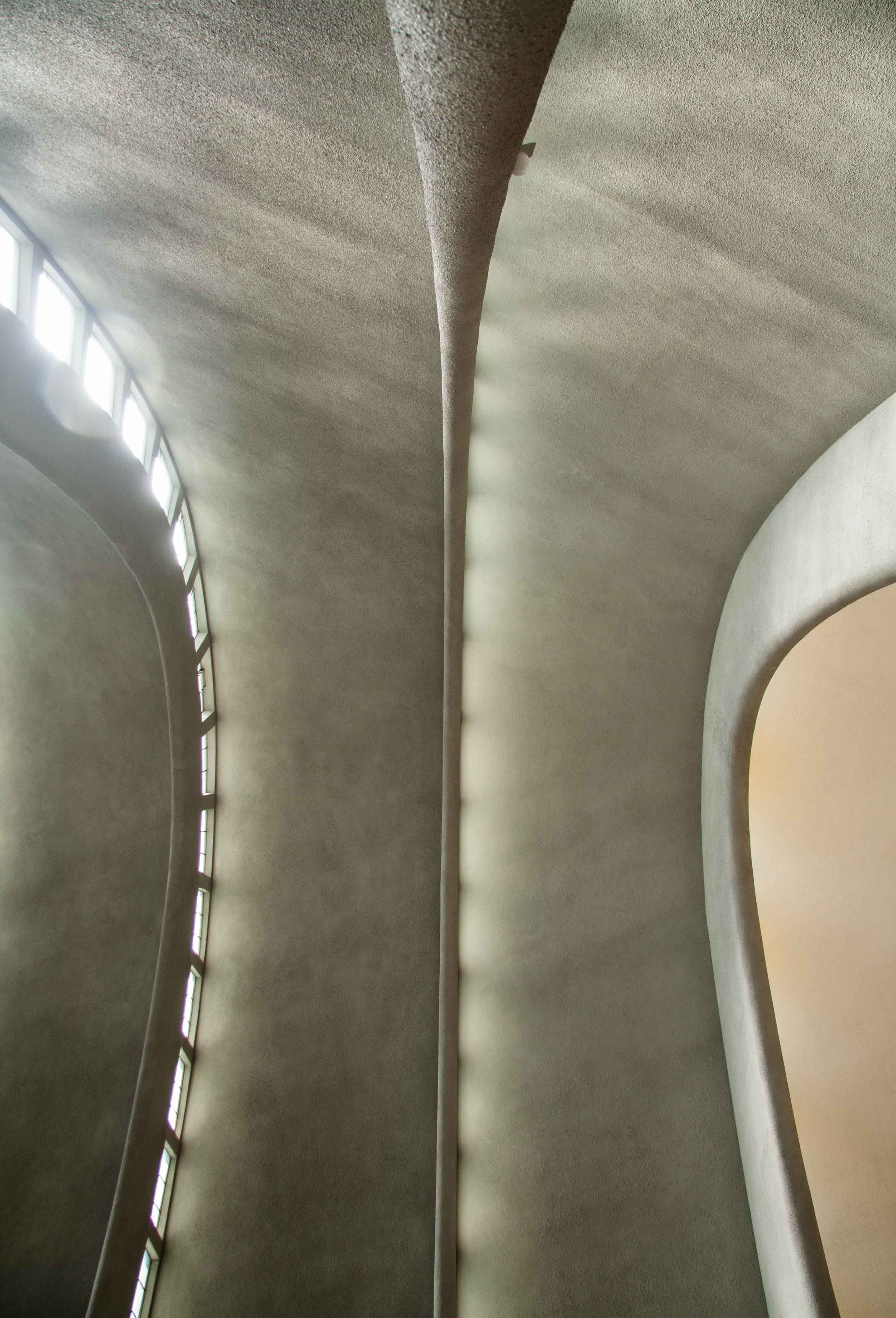
Vista de arcos desde interior
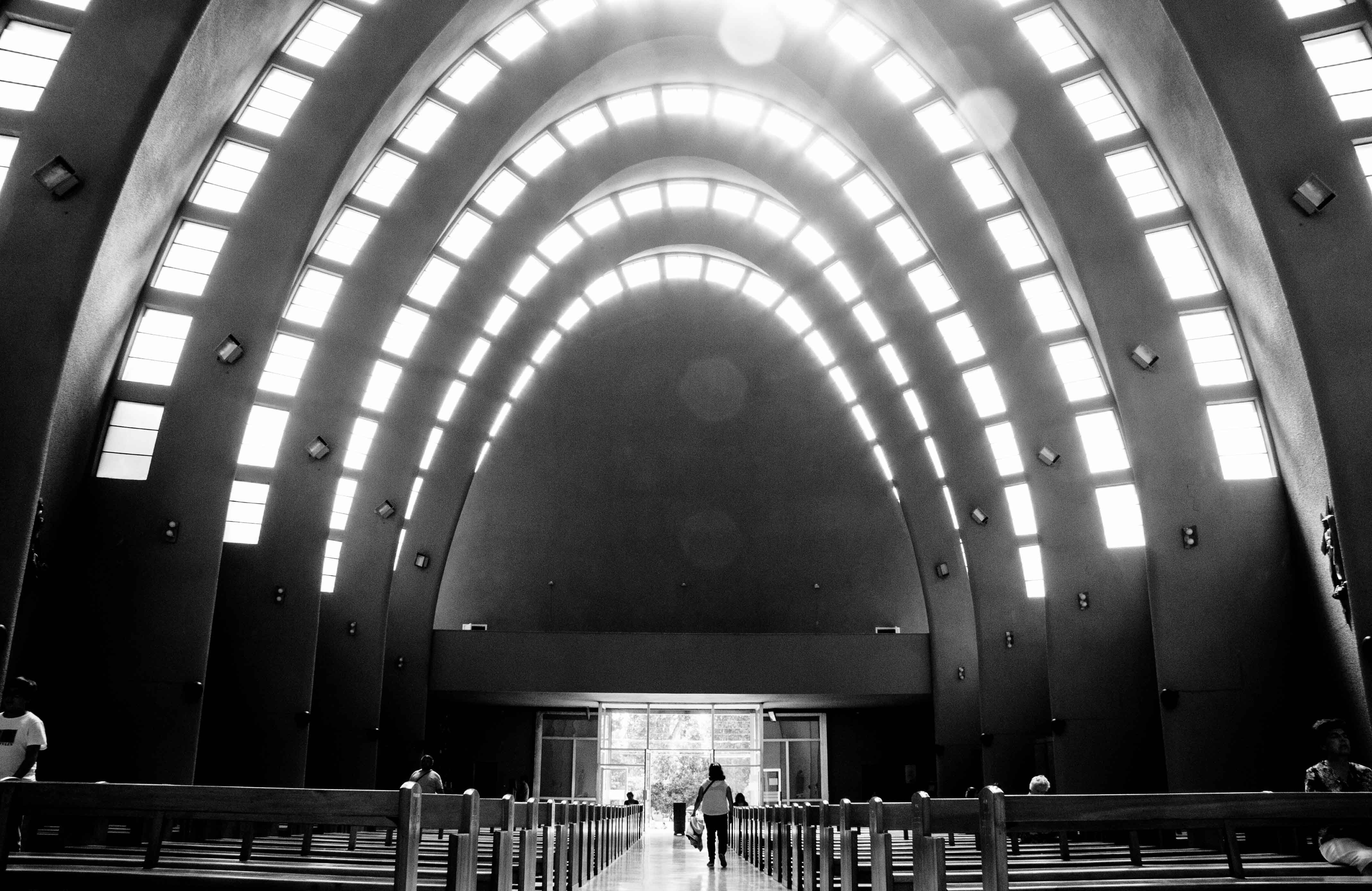
Vista de contraluz desde el altar
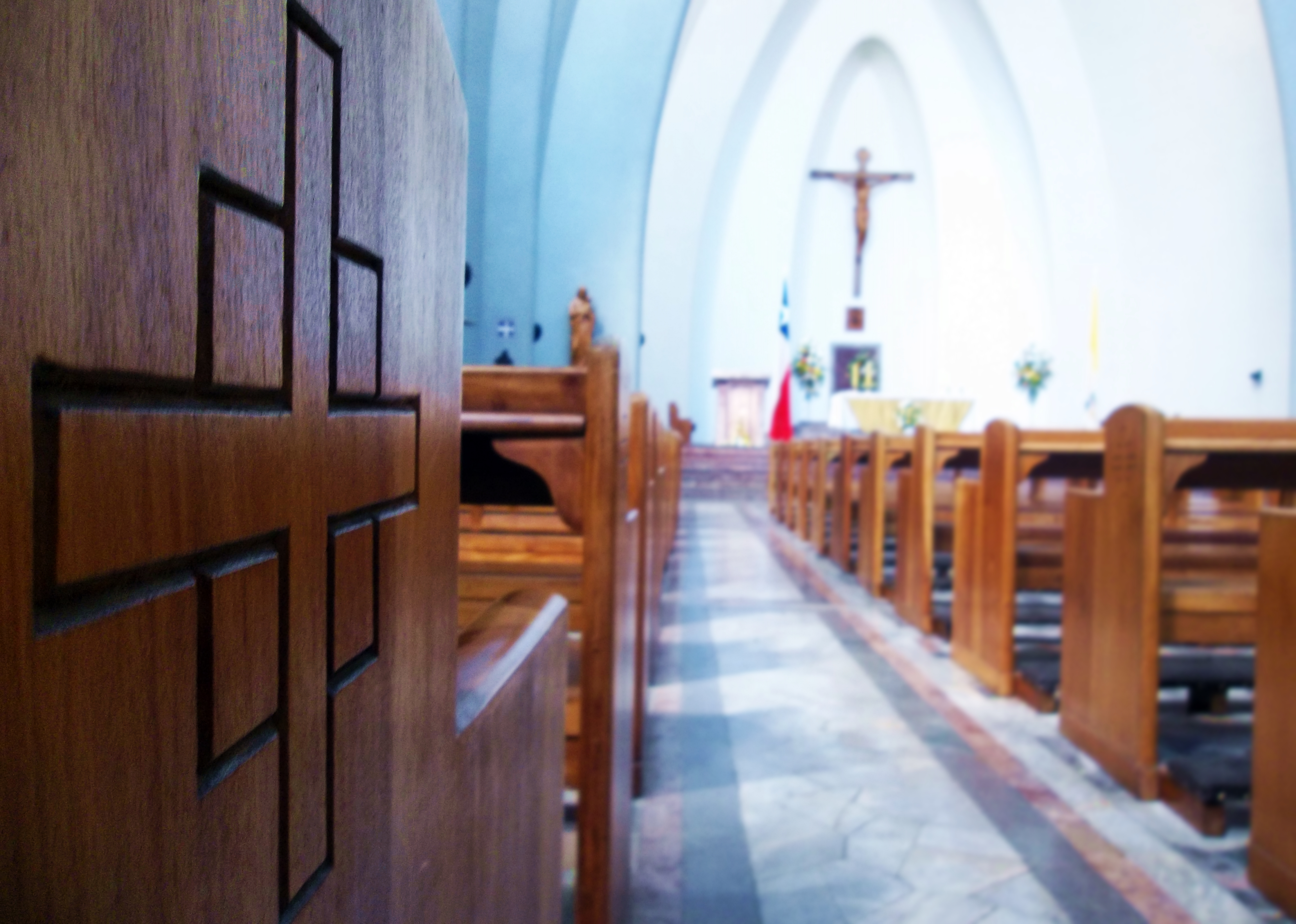
Bancas en el interior
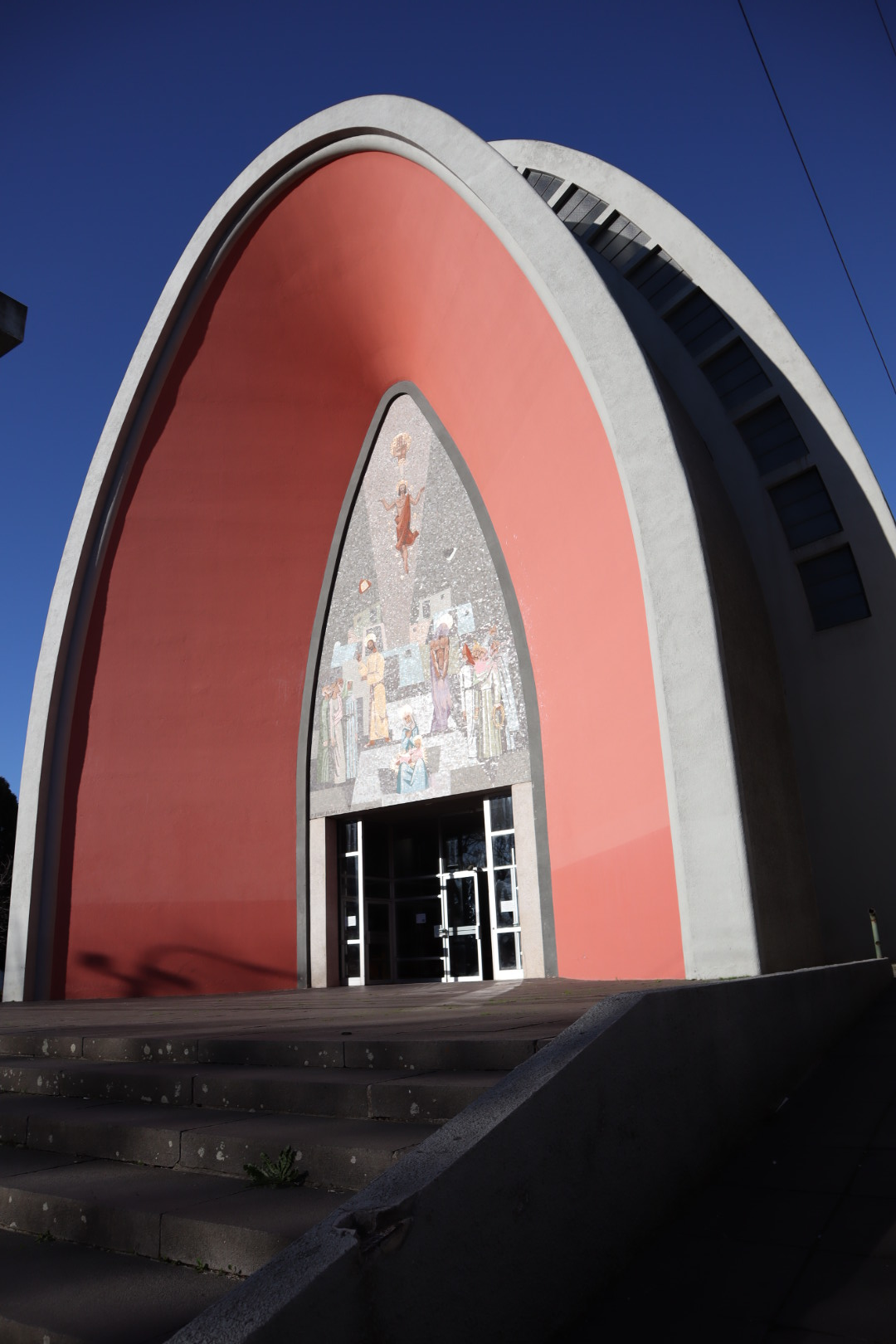
Nave central